# 白令海科维尔氏菌
白令海科维尔氏菌（学名：Colwellia beringensis）是科尔韦氏菌属的下属物种。此物种是一种革兰氏阴性、过氧化氢酶阳性、氧化酶阳性且专性嗜冷的杆状细菌。此物种最早从白令海收集的海洋沉积物样本中分离出来。

## 历史
雪龙号第六次中国国家北极考察期间，在白令海采集了海洋沉积物样品。菌株NB097-1T在持续5天的4°C孵育后通过标准稀释平板技术在海洋琼脂2216（MA;Difco）上分离，并在13°C下在海洋琼脂上常规生长。该物种与食琼脂科维尔氏菌物种在同一年被描述。

## 词源
新拉丁阳/阴性形容词“beringensis”，表示以白令海命名，这是白令海科维尔氏菌模式菌株的分离地点。

## 系统发育学分类
基于16S rRNA基因序列的系统发育分析表明菌株NB097-1T属于科尔韦氏菌属。菌株NB097-1T与贻贝科维尔氏菌、海岸沉积物科维尔氏菌、潮滩科维尔氏菌、极地科维尔氏菌和楚科奇海科维尔氏菌的模式菌株的16S rRNA基因序列相似度分别为98.6%、98.5%、98.0%、97.2%和96.8%。

## 描述
白令海科维尔氏菌是一种需氧的革兰氏阴性菌。它能够在0℃至25°C（最佳10℃至13℃，并且不在28°C的环境下生长）、pH6.0之pH10.5（最佳pH7.5至pH10）和存在1%至6%（w/v）NaCl（最佳2%至3%）的条件下生长，因此它是一种专性嗜冷、嗜碱且耐盐的生物。它的细胞是杆状的，长0.6µm至3µm，宽0.3µm至0.6µm，并且通过单极鞭毛运动。过氧化氢酶和氧化酶测试呈阳性。菌落呈白色、圆形、光滑，直径为1.0至1.5mm。

## 栖息地
白令海科维尔氏菌是一种生活在海洋沉积物中的细菌。